# Domenico Laffi
Domenico Laffi (Vedegheto, Savigno, Bolonya, 1636 - després de 1683) va ser un pelegrí, viatger i escriptor de viatges italià.
Ordenat sacerdot, peregrinà almenys en tres ocasions a Santiago de Compostel·la, els anys 1666, 1670 i 1673, i una vegada a Jerusalem, en un viatge per mar, a través de Còrsega, Sardenya i les costes d'Àfrica, que començà l'octubre 1678 i arribà el gener de 1679. Fruit d'aquesta experiència fou la publicació el 1683 de Il Viaggio in Levante al Santo Sepolcro di N.S. G. Christo et altri luoghi di Terra Santa. Després dels seus pelegrinatges a Santiago, viatja per la península Ibèrica fins al cap Finisterre, a Lisboa, a Madrid i fins i tot a Còrdova i a Granada.

## Publicacions
- "Viaggio a Ponente a San Giacomo di Galitia e Finisterrae" (Viatge cap a l'oest fins a Santiago de Compostel·la i Finisterra) (1673)
- "Viaggio a Levante al Santo Sepolcro di Nostro Signore Giesù Christo et altri luoghi di Terra Santa" (Viatge cap a la tomba del nostre Senyor Jesucrist i altres llocs de Terra Santa) (1683)
- "Dalla tomba alla culla è un lungo passo. Viaggio da Padova ove morse il glorioso S. Antonio a Lisbona ove nacque" (El llarg camí des de la tomba fins al bressol. Viatge des de Pàdua, on va morir el famós Sant Antó, fins a Lisboa, on va néixer) (1691)